# Dolní Tošanovice
Dolní Tošanovice (polsky Toszonowice Dolne, německy Nieder Toschonowitz) jsou obec v okrese Frýdek-Místek v Moravskoslezském kraji. Leží zhruba deset kilometrů východně od Frýdku-Místku. Žije zde 428 obyvatel. Pro obec je charakteristická nesouvislá zástavba.

## Historie
Dolní Tošanovice jsou poprvé uváděny v roce 1305 v soupisu desátků vratislavského biskupství. Roku 1723 byla obci udělena pečeť.
Z významných budov v obci je zámek Dolní dvůr majitelů Chlumských, dále pak škola, kaple, hasičská požární zbrojnice, velkovýkrmna vepřů Lesní dvůr, Motel, Čerpací stanice PHM, tělovýchovné zařízení, prodejna potravin a pohostinství. Význačnou osobností v obci byl profesor Vítězslav Chlumský (dodnes je lidem znám Chlumského roztok).

## Obyvatelstvo
Obec měla v roce 1955 tehdy 160 popisných čísel se 784 obyvateli. Od 1. ledna 1956 se obec ztrátou těchto osad značně zmenšila na 89 popisných čísel s 300 obyvateli.
| Rok            | 1869 | 1880 | 1890 | 1900 | 1910 | 1921 | 1930 | 1950 | 1961 | 1970 | 1980 | 1991 | 2001 | 2011 | 2021 |
| -------------- | ---- | ---- | ---- | ---- | ---- | ---- | ---- | ---- | ---- | ---- | ---- | ---- | ---- | ---- | ---- |
| Počet obyvatel | 420  | 450  | 376  | 353  | 398  | 335  | 344  | 283  | 293  | 285  | 272  | 246  | 279  | 325  | 371  |
| Počet domů     | 55   | 67   | 65   | 62   | 61   | 56   | 64   | 64   | 63   | 66   | 71   | 79   | 84   | 100  | 122  |

Věková struktura obyvatel obce Dolní Tošanovice roku 2011

## Obecní správa
Mezi lety 1869–1979 Dolní Tošanovice byly obcí v okrese Těšín (1869–1910), poté v okrese Český Těšín (1921–1950) a později v okrese Frýdek-Místek. Od 1. ledna 1980 do 23. listopadu 1990 patřily jako část obce k Hnojníku a od 24. listopadu 1990 jsou opět samostatnou obcí. Do roku 1956 patřily k obci osady Závadovice, Šprochovice a Podlesí. 

### Obecní symboly
Znak a vlajka byly obci uděleny rozhodnutím předsedy Poslanecké sněmovny Parlamentu České republiky dne 4. června 1998.

## Doprava
Přes Dolní Tošanovice prochází silnice II/648, která je spojnicí měst Frýdek-Místek a Český Těšín. Kouskem katastru obce však prochází taktéž dálnice D48, opodál, u sousední obce Horní Tošanovice se na ní nachází sjezd č. 62. Skoro souběžně s dálnicí, prochází katastrem také železniční trať Frýdek-Místek - Cieszyn, na níž slouží obyvatelům železniční stanice, avšak s názvem sousední obce Horní Tošanovice. 
Obyvatelům obce slouží jedna autobusová zastávka (Dolní Tošanovice, Na Chechlůvce), kde zastavují čtyři autobusové linky do Frýdku-Místku, Třince, Českého Těšína, a Jablunkova.

## Společenský život
Funguje zde knihovna, klub seniorů, a tělovýchovná jednota Tošanovice. Pravidelně se zde konají též schůzky kroužku rukodělných aktivit. 
Samospráva obce od roku 2016 vyvěšuje 5. července moravskou vlajku.

## Pamětihodnosti
- Zámek Dolní Tošanovice z 19. století
- Kaple svatého Cyrila a Metoděje